# Vornay
Vornay é uma comuna francesa na região administrativa do Centro, no departamento Cher. Estende-se por uma área de 26,06 km². Em 2010 a comuna tinha 609 habitantes (densidade: 23,4 hab./km²).